# Gedida
Gedida è il terzo album in studio della cantante belga Natacha Atlas, pubblicato nel 1999.
Nel Medio Oriente il disco è uscito col titolo Guzouri e con una tracklist diversa.

## Tracce
1. Mon amie la rose - 4:47
2. Aqaba - 4:37
3. Mistaneek - 4:15
4. Bahlam - 4:32
5. Ezzay - 5:18
6. Bastet - 6:17
7. The Righteous Path - 6:48
8. Mahlabeya - 3:29
9. Bilaadi - 6:18
10. Kifaya - 8:59
11. One Brief Moment - 5:27

Edizione Medio Oriente
1. Aqaba - 4:37
2. Mistaneek - 4:15
3. Bahlam - 4:32
4. Ezzay - 5:18
5. Kifaya - 8:59
6. Mon amie la rose - 4:46
7. Bilaadi - 5:49
8. One Brief Moment - 5:30
9. Feres - 7:37